# Нений
Нений или Немний (на латински: Nennius, Nemniuus, Ninnius, Nemnivus) е монах, учен и историк в Уелс през края на 8 век и началото на 9 век.
Той е смятан за автор на „История на бритите“ (Historia Brittonum). Произведението е написано малко след 820 г. В книгата си той пише легендарната история на Британия от заселването на острова до епохата на крал Артур (6 век).
Нений сам пише в пролог на „История на бритите“, че е ученик на Елвод (умрял 809 г.), епископът на Бангор.
Този Нений не трябва да се бърка с |британския принц Нений по времето на Юлий Цезар през 55/54 пр.н.е.

## Превод
- Nennius: Historia Brittonum. Zweisprachige Ausgabe Lateinisch-Deutsch. Übersetzt, eingeleitet und erläutert von Günter Klawes. Marix, Wiesbaden 2012, ISBN 978-3-86539-289-3